# Satyrus ellenae
Satyrus ellenae är en fjärilsart som beskrevs av Gross 1958. Satyrus ellenae ingår i släktet Satyrus och familjen praktfjärilar. Inga underarter finns listade.